# Априловска гимназия
Националната Априловска гимназия е средно училище с хуманитарен и чуждоезиков профил в град Габрово.
Основана е като първото светско училище в България през 1835 г. и със прекъсване обучава ученици. В част от нейната сграда се помещава Националният музей на образованието. 
Сградата на Националната Априловска гимназия е дело на Уста Генчо Кънчев. Основният й камък е положен през 1851 година, а през 1872 година е окончателно завършена. Обявена е за паметник на културата с национално значение през 1979 г. 
Училището е нареждано сред най-елитните средни учебни заведения в страната. Днес то носи името на своя основател Васил Априлов, който първи въвежда взаимноучителната метода вместо килийното обучение. Това го прави първото българско светско училище. То се съгражда и поддържа чрез създадения от Васил Априлов дарителски фонд, в който се включват Николай Палаузов и много други габровци.

## История

### Възраждане
В началото на 19 век образованието в българските земи се осъществява предимно в килийни училища. Училището, основано от Априлов, е първото, което въвежда така наречената „взаимноучителна метода“. В рамките на следващите години се основават още дванадесет такива училища в други български селища. Първият учител и уредник е Неофит Рилски, който в годината преди да поеме преподаването написва и превежда някои основни помагала и изучава прилагането на новия метод.
През 1872 училището прераства в гимназия, а от 1881 носи името Априловска гимназия на името на първия си благодетел.
През 1935 г. известният габровски лекар, общественик, краевед и дарител д-р Петър Цончев подарява на Априловската гимназия 100 000 лв. за основаване на фонд за бедни ученици.
На 11 март 1937 г. съпругата на д-р Петър Цончев, Стоянка Иванова Калпазанова – Цончева (дъщеря на родоначалника на габровската индустрия Иван Колчев Калпазанов) предоставя 300 000 лв. на Априловската гимназия за построяване на гимнастически салон („Дом за телесно възпитание“) и на музей в двора на гимназията в Габрово. Физкултурният салон съществува и днес, като се използва по предназначение.

### След 1987 г.
През 1988 г. училището придобива нов статут, като се превръща в гимназия с хуманитарен профил, в която се изучават разширено предмети като литература, история, философия и изкуства. Първоначално програмата съдържа елементи на класическо образование като изучаване на старобългарски и латински език, история на културата и история на философията. Няколко години по-късно изучаването на древни езици отпада от програмата за сметка на засилване на чуждоезиковия профил.
През 1992 г., след превръщането му в държавно училище, получава сегашното си име Национална Априловска гимназия. По онова време Априловската гимназия се помещава в сградата на Математическата гимназия. През 1996 г. е прието решение на Общинския съвет на Габрово училището да се върне в историческата си сграда в центъра на града, в която през предходните няколко десетилетия се помещава Националният музей на образованието, основан през 1973 г. На 9 февруари 1998 г. президентът Петър Стоянов заедно с кмета Николай Дачев откриват обновената историческа сграда на Априловската гимназия като действащо училище. Това става след 25-годишно прекъсване на училищната дейност в тази сграда. От 1992 до 1996 двете институции са административно обединени под името Национална Априловска гимназия с музей на образованието. Това обединение е прекратено. Музеят и понастоящем се помещава в западното крило на същата сграда.
По повод 175-годишнината от основаването му през 2010 училището получава почетния знак на президента на Република България „за продължаването на националната образователна традиция и за забележителни постижения в съвременното учебно дело“.

## Образователен профил
Понастоящем гимназията приема ученици в 3 езикови и 2 хуманитарни паралелки. Основните изучавани чужди езици са английски и немски, а освен тях като втори език се преподават и френски, испански, и руски език . Хуманитарните профили са български език и литература и история. Предлагат се също множество специализирани и извънкласни форми на обучение.
През годините възпитаници на училището са били лауреати на престижни национални и международни ученически състезания. Според нейни данни 95% от абитуриентите на гимназията продължават образованието си във висши училища.

## Априлови дни на културата
От началото на 1990-те години училището е организатор на Априловите дни на културата, които се провеждат ежегодно през втората половина на май. Те включват ученически семинари, театрални представления, концерти, литературни четения. Традиционно дните на културата приключват с изпращането на абитуриентския випуск.